# Dites-le avec des pruneaux !
Dites-le avec des pruneaux ! (The Corpse) est un roman policier de l’écrivain australien Carter Brown publié en 1958 aux États-Unis. Le roman est également paru sous le titre Death on the Downbeat en Australie. Le livre paraît en France en 1959 dans la Série noire. La traduction, prétendument "de l'américain", est signée France-Marie Watkins. C'est une des nombreuses aventures du lieutenant Al Wheeler, bras droit du shérif Lavers dans la ville californienne fictive de Pine City - la troisième traduite en français aux Éditions Gallimard. Le héros est aussi le narrateur.

## Résumé
Annabelle Jackson a enfin accepté de sortir avec Al Wheeler, pour écouter du jazz au Sabot d'Or. Hélas, c'est pour voir s’effondrer devant l'orchestre un client terrassé un peu par la marijuana et beaucoup par un coup de feu. Comme la victime est le fils du propriétaire du journal La Tribune, le shérif demande à Wheeler de doubler, une fois de plus et avec ses méthodes très personnelles, l'enquête officiellement confiée à la Criminelle. Le lieutenant s'intéresse immédiatement à la jeune sœur de la victime, ce qui lui vaut d'être traîné dans la boue à la une du quotidien dès le lendemain. Pour arranger les choses, Al Wheeler héberge successivement dans sa salle de bains un cadavre, un suspect, le shérif et un lieutenant de police... Tout ça pour démasquer la tête du trafic de drogue. 

## Personnages
- Al Wheeler, lieutenant enquêteur au bureau du shérif de Pine City.
- Le shérif Lavers.
- Annabelle Jackson, secrétaire du shérif.
- Doc Murphy, médecin légiste.
- Lieutenant Hammond, de la Brigade Criminelle.
- Le sergent Polnik.
- Minuit O'Hara, chanteuse et patronne du Sabot d'Or.
- Wesley Stewart, trompettiste.
- Clarence Nesbitt, contrebassiste.
- Cuba Carter, batteur.
- Eddie Booth, barman au Sabot d'Or.
- Johnny Landis, la victime.
- Daniel Landis, son père, patron du journal La Tribune.
- Rena Landis, sœur de Johnny.
- Talbot, maître d'hôtel de Daniel Landis.
- Docteur Maybury, directeur de la Clinique de Hillstone.

## Édition
- Série noire no 491, 1959,  (ISBN 2070474917). Rééditions : La Poche noire no 24 (1967),  (ISBN 9782071024031) - Carré noir no 65 (1972),  (ISBN 2070430650).